# Heiligtum des Iupiter Clitumnus

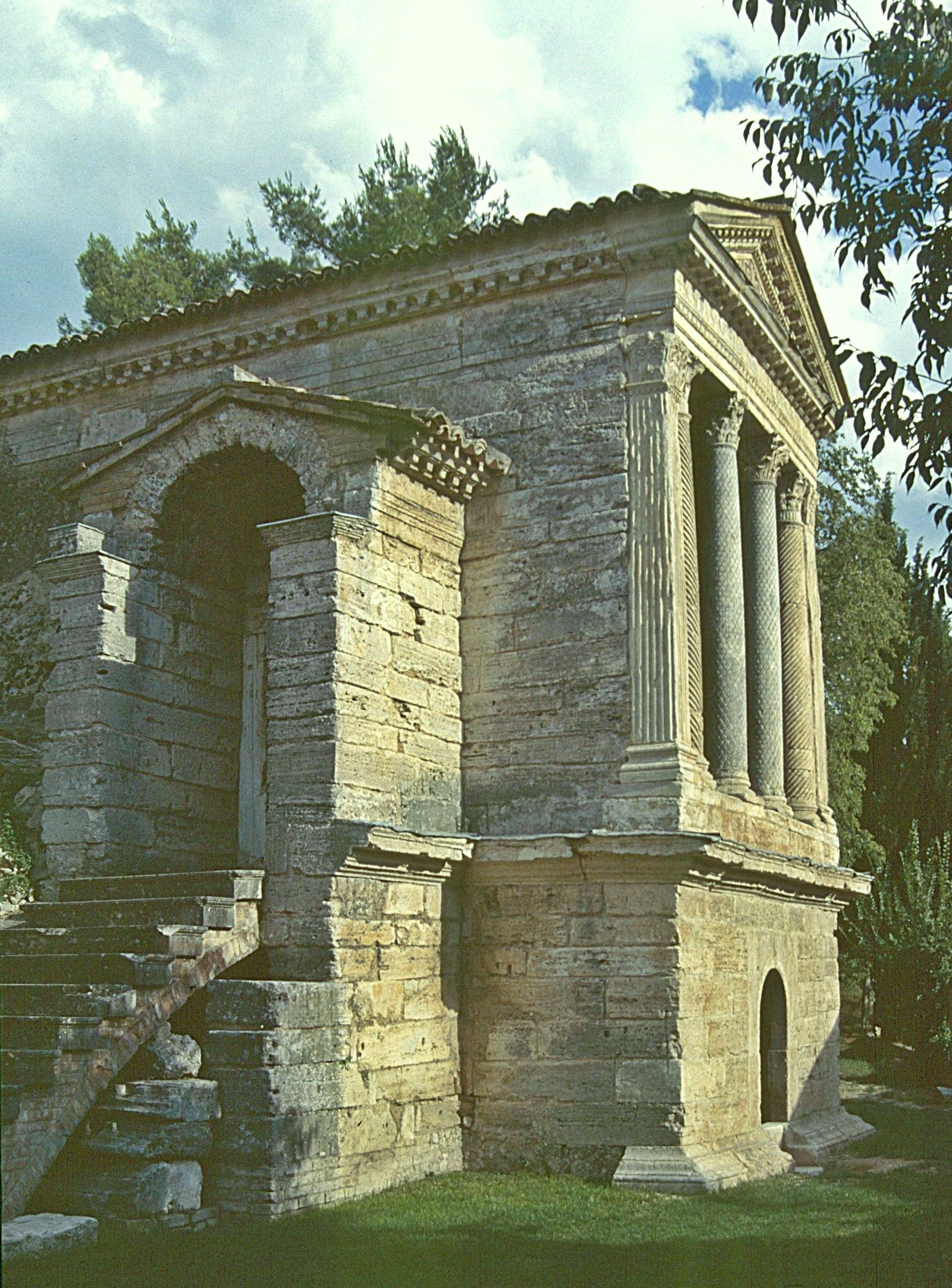
Tempel des Clitumnus

Das Heiligtum des Iupiter Clitumnus (oder Tempel des Clitumnus; italienisch Tempietto del Clitunno) war ein antikes Heiligtum des Flussgottes Iupiter Clitumnus an den Quellen des gleichnamigen Flusses Clitumnus in Campello sul Clitunno in der heutigen Provinz Perugia in Umbrien.
Dieser Flussgott Iupiter Clitumnus wurde im Monat Mai mit dem Fest der Clitumnalia geehrt. Der antike Tempel war zugleich ein überregional bekannter Orakelort unter der Aufsicht der Stadt Hispellum. Kaiser Augustus schenkte Hispellum das Flussgebiet mit dem Quellheiligtum. Von einem Besuch des Kaisers Caligula dort berichtet Sueton.
Im frühen Mittelalter wurde der antike Tempel in eine Kirche umgestaltet. Diese Kirche, die heutige Chiesa di San Salvatore im Ortsteil Pissignano, enthält Fresken des Malers Lo Spagna aus dem Jahr 1528. Im Juni 2011 wurde sie mit einer Gruppe von weiteren Gebäuden unter dem Titel „Die Langobarden in Italien, Orte der Macht (568 bis 774 n. Chr.)“ in die Liste des UNESCO-Welterbes aufgenommen.
Den Ort des antiken Quellheiligtums beschrieb bereits Plinius der Jüngere als einen Locus amoenus.